# Monika Pflug
Pour les articles homonymes, voir Pflug.
Monika Pflug, née le 1er mars 1954 à Munich, est une patineuse de vitesse ouest-allemande notamment championne olympique sur 1 000 mètres en 1972.

## Biographie
Pendant la saison 1972, à l'âge de 17 ans, Monika Pflug remporte les championnats du monde de sprint et obtient l'or olympique sur 1 000 mètres à Sapporo (Japon). Elle gagne trois médailles de bronze aux championnats du monde de sprint en 1973, 1974 et 1982. Pendant sa carrière, elle remporte seize titres d'Allemagne de l'Ouest : huit fois la compétition toutes épreuves et huit fois en sprint.

## Records personnels
| Distance     | Temps         | Année |
| ------------ | ------------- | ----- |
| 500 mètres   | 40 s 53       | 1988  |
| 1 000 mètres | 1 min 23 s 47 | 1984  |
| 1 500 mètres | 2 min 11 s 26 | 1986  |
| 3 000 mètres | 4 min 54 s 49 | 1981  |